# Паласиос, Роберто
Робе́рто Пала́сиос (исп. Roberto Carlos Palacios Mestas; 28 декабря 1972, Лима) — перуанский футболист, полузащитник. Один из самых выдающихся футболистов в истории перуанского футбола. На протяжении 20 лет выступал за сборную Перу, став абсолютным рекордсменом национальной сборной по количеству проведённых матчей — 128.

## Биография
Паласиос принял участие в 6 розыгрышах Кубка Америки, в 1997 году помог своей сборной занять четвёртое место на главном континентальном турнире Латинской Америки. Паласиос четырежды (1991, 1994, 1995, 1996) выигрывал чемпионат Перу в составе «Спортинг Кристала» и трижды подряд (1994, 1995, 1996) признавался лучшим футболистом страны. С эквадорским ЛДУ Кито Паласиос также выиграл национальное первенство Эквадора. В 2006 году Роберто Паласиос был признан лучшим футболистом «Спортинг Кристала» за 50 лет.
Всего за карьеру Роберто Паласиос провёл 813 матчей, в которых забил 162 гола.

## Достижения
Спортинг Кристал
- Чемпион Перу: 1991, 1994, 1995, 1996

ЛДУ Кито
- Чемпион Эквадора: Ап. 2005

Сборная Перу
- 4-е место на Кубке Америки: 1997

### Личные достижения
- Лучший футболист Перу (3): 1994, 1995, 1996
- Член клуба футболистов ФИФА, проведших за сборную свыше 100 матчей: с 2003 года
- Лучший футболист «Спортинг Кристала» за 50 лет (2006)
- Золотая бутса Adidas в знак признания заслуг перед футболом: 2012